# Largeur de bande
 (novembre 2015).
Si vous disposez d'ouvrages ou d'articles de référence ou si vous connaissez des sites web de qualité traitant du thème abordé ici, merci de compléter l'article en donnant les références utiles à sa vérifiabilité et en les liant à la section « Notes et références ».
La largeur de bande est la plage de fréquences d'une source de vibration. On peut aussi parler de largeur de spectre. Elle correspond à l'encombrement spectral, c'est-à-dire l'intervalle entre les fréquences basse et haute utilisées par la source de vibration (sonore, radio ou optique). 

## Domaines
Une source cohérente aura une largeur de bande très faible, allant jusqu'au monochromatisme. C'est une notion très importante en interférométrie car elle conditionne la possibilité d'acquisition des résultats (une bande passante trop large donne des interférences brouillées).
En électronique, on en parle, par exemple, pour exprimer le domaine de fréquence de travail (donc le domaine de fréquence amplifié) appelé bande passante défini par des filtres.